# Paltoga
Paltoga (in russo Палтога?) è un villaggio di 261 abitanti situato nel Vytegorskij rajon dell'Oblast' di Vologda in Russia.

## Storia
La località, capoluogo del circondario rurale di Kazakovo, è stata formata il 27 giugno 2001 dall'unione dei villaggi di Akulovo, Aristovo, Čebakovo, Jaškovo, Kazakovo (precedentemente sede del consiglio circondariale), Korobejnikovo, Kuznecovo, Paltogskij Perevoz, Ruchtinovo, Semënovo, Sucharevo, Tronino, Ugol'ščina e Vasjukovo.

## Monumenti e luoghi d'interesse
A Paltoga si trovano due chiese ortodosse, la chiesa dell'Epifania (costruita in legno nel 1733) e la chiesa dell'Icona della Madre di Dio del Segno (edificata in pietra e completata nel 1810). I lavori di restauro della chiesa dell'Epifania iniziarono negli anni '90, ma furono successivamente abbandonati, portando al crollo della struttura il 27 gennaio 2009 a causa dell'accumulo di neve che ha fatto pressione sulla struttura, già indebolita dall'azione dell'umidità. I lavori hanno ripreso nel 2015 grazie a una sovvenzione di 13 milioni di rubli, a cui si sono aggiunti nel 2018 altri 13,5 milioni di rubli in occasione di un programma federale di valorizzazione della cultura. Nel 2019 sono stati completati i lavori di restauro della chiesa.